# Tumor neuroendocrino del intestino delgado
El tumor neuroendocrino del intestino delgado es un tumor carcinoide que se puede encontrar en la parte distal del delgado o en la parte proximal del intestino grueso. Es un cáncer relativamente raro y se diagnostica aproximadamente en 1/100,000 personas cada año. En las últimas décadas la incidencia ha incrementado. El pronóstico es comparativamente bueno con una mediana de supervivencia de más de 8 años.  La enfermedad fue nombrada por el patólogo Siegfried Oberndorfer, en 1907.

## Signos y síntomas
Una gran parte de casos se diagnostica después de una cirugía de rutina por obstrucción intestinal. Otros pueden ser diagnosticados de manera incidental o después de una investigación del síndrome carcinoide. El tumor suele producir serotonina, péptidos de taquicinina y otras sustancias que provocan enrojecimiento, taquicardia, diarrea y, en algunos casos, fibrosis de las válvulas cardíacas.
Ocasionalmente hay varios tumores pequeños y altamente fibróticos presentes en el intestino. Los tumores a menudo se propagan a los mesenterios y al hígado.

## Causas
Puede producirse una agrupación familiar de la enfermedad, con varios familiares diagnosticados. Los familiares de los pacientes tienen un mayor riesgo de desarrollar la enfermedad.

### Genética
Los tumores suelen tener una pérdida del cromosoma 18q.  En aproximadamente 8% de los casos suele haber mutaciones en el gen CDKN1B.

## Tratamiento
El tratamiento usualmente consiste en una combinación de tratamiento médico y quirúrgico. Los análogos de la somatostatina y de interferones disminuyen la secreción de hormonas y los síntomas resultantes. La terapia con radionúclidos con 177-lutecio-oxodotreotida aumenta la supervivencia libre de progresión.
Tradicionalmente, el tumor primario se extirpa quirúrgicamente incluso en el caso de haber metástasis, aunque en 2017 se demostró que esto no mejora la supervivencia en pacientes asintomáticos.